# رام جبل
رام جبل قرية في ناحية خربة تين نور التابعة لمنطقة حمص في محافظة حمص في سوريةو ترتفع عن سطح البحر حوالي 750 متر.
توجد فيها بحيرتان احداهما تقع شمال القرية إلى جانب جبل بركاني خامد صغير و منها جاءت تسمية القرية (حيث ان تسمية «رام» تعني الحفرة التي يتواجد فيها الماء) و أخرى تتوضع تقريباً في منتصف القرية و هي الكبرى.
وقد تم بناء هذه القرية منذ حوالي المئة عام تقريبا مازالت حتى الآن تحوي البيوت الحجرية ويوجد بعض الشكوك حول وجود آثار دفينة تحتها مباشرة وقد زعم بعض سكان القرية بأنهم قد وجدوا القليل منها.
مهنة أغلب سكانها الزراعة وتربية المواشي.